# ولاية تطاوين
ولاية تطاوين هي إحدى ولايات الجمهورية التونسية الـ24. تسمية أمازيغية وهي صيغة جمع تعني العيون ومفردها تيطّ: العين. تقع الولاية في أقصى الجنوب التونسي حيث تحدها كل من وليبيا شرقا كما تحدها من شمال ولايات مدنين، قابس وولاية قبلي شمالا. وهي من أعرق المساحات التي اكتشف مؤخرا فيها آثار وبقايا الديناصورات بأنواع مختلفة تحديدا بقرية قصر الحدادة والمناطق الجبلية على إثر الدراسات الجيولوجية والأركيولوجية المعاصرة.

## السياسة

### الولاة
يدير ولاية تطاوين والي، يعين من قبل رئيس الجمهورية وهو واحد من بين 24 والي في الجمهورية التونسية، أسفله يوجد قائمة الولاة منذ إعلان تأسيس الولاية:
| - 1981 - 1984: فيصل شهدورة. - يوليو - ديسمبر 1984: عبد الرزاق أيوب. - 1985 - 1988: عثمان نغموشي. - 1988 - 1990: محمد الصيد. - 1990 - 1991: محمد المرزوقي. - 1991 - 1992: محمد لجنف. - 1992 - 1993: البشير بن ثابت. - 1993 - 1996: حسن علاية. - 1996 - 2000: محمد بن سالم. - 2000 - 2003: محمد العيد كدوسي. - 2003 - 2007: فتحي بوصفارة. | - 2007 - 2009: محمد رضا بالحاج. - 2009 - 2011: النوري بن سعيد. - 2 فبراير 2011: يوسف حيدري (منع من العمل). - 19 فبراير 2011 - 5 أغسطس 2011: عمر شوشان. - 5 أغسطس 2011 - 22 فبراير 2012: نجيب الغالي. - 22 فبراير 2012 - 28 فبراير 2014: مراد عاشور. - 28 فبراير 2014 - 9 أبريل 2015: صابر المدنيني. - 9 أبريل 2015 - 29 أبريل 2017: محسن بن علية. - 29 أبريل 2017 -2 يونيو 2017: محمد علي البرهومي. - 2 يونيو 2017 - الآن: عادل الورغي. |

### المعتمدين
يوجد أسفله المعتمدين الحاليين لمعتمديات تطاوين الخمسة:
- بئر الأحمر: أحمد الجباس.
- الذهيبة: مختار العمري.
- غمراسن: علي الزائدي.[6]
- رمادة: بشير العكروت.
- تطاوين: مبروك حرابي.

## التاريخ
عرفت ولاية تطاوين والجنوب الشرقي عموما الحضور البشري منذ أقدم العصور ويتجلى ذلك فيما تم اكتشافه
خلال السنوات الأخيرة من محطات ما قبل تاريخية متمتيزة فبالإضافة إلى المؤشرات العديدة الدالة على أن
الصحراء في الجنوب الشرقي كانت عامرة بالسكان في العصور الغابرة كما يؤكد ذلك وجود لرؤوس سهام
و بعض الأدوات الحجرية المتنوعة حول محطة «تيارات» وفي عمق الصحراء، تشير الدراسات إلى وجود
محطات ما قبل تاريخية في كلا من وادي «عين دكوك» وفي منطقة «جرجر» و«الدويرات» على
أن أهم الاكتشافات في هذا المجال هي 3 محطات ما قبل تاريخية متميزة في عمق شعاب غمراسن وهي
محطة «أنسفري» و «طاقة حامد» و «شعبة المعرك» بين 1987 و 1995 وهذه المحطات
عبارة عن كهوف صخرية تحمل على جدرانها وسقوفها رسوما جدارية يرجع تاريخها إلى ما قبل خمسة آلاف
عام قبل الميلاد وتحتوي على مشاهد من الحياة اليومية والمعتقدات السائدة في ذلك الزمن عند متساكني
هذه الجهة.
كما عرفت ولاية تطاوين الحضارة الرومانية بصفتها جهة حدودية بين مجال السيطرة الرومانية
ومجال القبائل الأمازيغية المستقلة في أطراف الصحراء وتبعا لذلك أنشأ الرومان في هذه الجهة عدة منشآت
ذات صبغة دفاعية مثل الحصون كحصن «تلالت» وحصن «رمادة» وفي نفس الوقت أنشأ الرومان
عدة منشآت زراعية كالسواقي والسدود ما تزال آثارها إلى اليوم.
وعرفت ولاية تطاوين الفتح الإسلامي الذي تم عبر الجادة الكبرى أو سهل جفارة وذلك مع أواسط القرن
السابع ميلادي وفي المرحلة الأولى دفع هذا الفتح بالقبائل الأمازيغية مثل«رفجومة» و«لواته» و«مطغرة»
و«رتاتة» و«هوارة» إلى الاحتماء بالحصون في أعالي الجبال وترك السهل للفاتحين ونتج عن ذلك
تشييد قرى جبلية وقلاع في قمم الجبال مثل «شنني» و«قرماسة» و«الدويرات» وبحكم تواصل الفتح
الإسلامي وتدفق العنصر العربي وخاصة بعد الهجرة الهلالية واستقرار بعض القبائل العربية في الجنوب
الشرقي مثل «أولاد دياب» و«المحاميد» تفاعلت هذه القبائل الأمازيغية مع الفاتحين فانصهر
العنصرين الأمازيغي والعربي وتخلّى العنصر العربي عن حياة الترحال وأنشئت في مرحلة أولى القصور
الجبلية ثم القصور السهلية وهي عبارة عن معاقل للاحتماء والتحصن في بداية أمرها ثم تحولت إلى
مواضع لتخزين المنتوجات الفلاحية بأنواعها وفي العصور الحديثة أصبحت نواة للحياة الحضرية
حيث نشأت حولها مدن كتطاوين.

## الجغرافيا
تقع ولاية تطاوين في أقصى الجنوب التونسي حيث تحدها كل من الجزائر غربا وشرقا كما تحدها من شمال ولاية مدنين، قابس وقبلي شمالا.
- معالم الولاية

تعتبر ولاية تطاوين هي من أعرق المساحات التي اكتشف مؤخرا فيها آثار وبقايا الديناصورات بأنواع مختلفة تحديدا بقرية قصر الحدادة ووادي الخيل والمناطق الجبلية على إثر الدراسات الجيولوجية والأركيولوجية المعاصرة. وهي مدينة حديثة التكوين من حيث المدنية والتنمية، أي أنها أحدثت كولاية سنة 1981 ويبلغ عدد سكانها حسب تعداد 2004 150 ألف ساكن.

## النشاط الاقتصادي
تضم الولاية عديد المؤسسات الاقتصادية كمصنع الجبس والآجر وآبار بترولية بالبرمة والمساحات الشاسعة من الكثبان الرملية التي تحوي مائدة مائية ثرية بالإضافة إلى البينية السياحية كشنني والدويرات وغمراسن وقصر أولاد دباب والمهرجانات الثقافية كمهرجان القصور الصحراوية ومؤسسات الشباب كدار الشباب بتطاوين التي تُعنى بالأنشطة الشبابية والترفيهية كالإعلامية والإنترنت
والسينما والمسرح والموسيقى والرحلات.
- قصور تطاوين

القصور التونسية توجد خاصة في الجنوب الغربي للبلاد (بين منطقتي مطماطة وتطاوين) حيث يصل عددها حوالي 150. وهذه المباني مثال حي على التاريخ الثقافي للمنطقة وتشهد على التغيرات الاجتماعية والاقتصادية فيها. وهي مقصد للعديد من السياح. تنقلت هذه القصور مع مرور الزمن من أعالي الجبال إلى السهول وذلك لخدمة الاحتياجات التاريخية والاقتصادية وفي كل الأحوال، القصر هو عبارة عن مخزن مؤلف من حجيرات أو غرف تخزين تستعملها قبيلة أو عدة قبائل.
- القصور الجبلية

تقع قصور الجبال في مناطق يصعب الوصول إليها، (تهيمن على المنخفضات الخصبة والسهول). غالباً ما يستخدم للتخزين (مثل قصر أولاد سلطان) القصور السهلية
- القصور السفحية

على خلاف بقية القصور تقع هذه القصور في السهول، والقصر يحتل مساحة كبيرة، وهو مكون من طابق واحد وغير مجهزة برواق 'بسيط.
تقع على بعد 500 كم من العاصمة تونس. تحدها قبلي وقابس ومدنين من الشمال وليبيا من الغرب. يبلغ متوسط درجات الحرارة في تطاوين 22 درجة ومعدل هطول الأمطار بين 88 و 157 ملم في السنة.

## السكان
| المعتمديات              | عدد السكان سنة 2004 | عدد السكان سنة 2014 |
| ----------------------- | ------------------- | ------------------- |
| معتمدية بئر الأحمر      | 270 9               | ▼ 460 8             |
| معتمدية الذهيبة         | 971 3               | ▲ 295 4             |
| معتمدية غمراسن          | 335 18              | ▼ 957 15            |
| معتمدية رمادة           | 977 9               | ▲ 173 10            |
| معتمدية الصمار          | 826 13              | ▲ 793 14            |
| معتمدية تطاوين الشمالية | 362 54              | ▲ 431 61            |
| معتمدية تطاوين الجنوبية | 783 33              | ▲ 344 34            |
| المجموع                 | 524 143             | ▲ 453 149           |